# Tallholmen (vid Attu, Pargas)
Tallholmen är en ö i Finland. Den ligger i Skärgårdshavet och i kommunen Pargas i landskapet Egentliga Finland, i den sydvästra delen av landet. Ön ligger omkring 27 kilometer söder om Åbo och omkring 140 kilometer väster om Helsingfors.
Öns area är 2,7 hektar och dess största längd är 290 meter i nord-sydlig riktning. Ön höjer sig omkring 20 meter över havsytan.